# Liu Nannan
Dit is een Chinese naam; de familienaam is Liu.
Liu Nannan (Chinees: 刘南楠) (19 juni 1983) is een tennisspeelster uit China.
In 2004 plaatste zij zich als kwalificante voor het US Open.